# Remete (vallás)

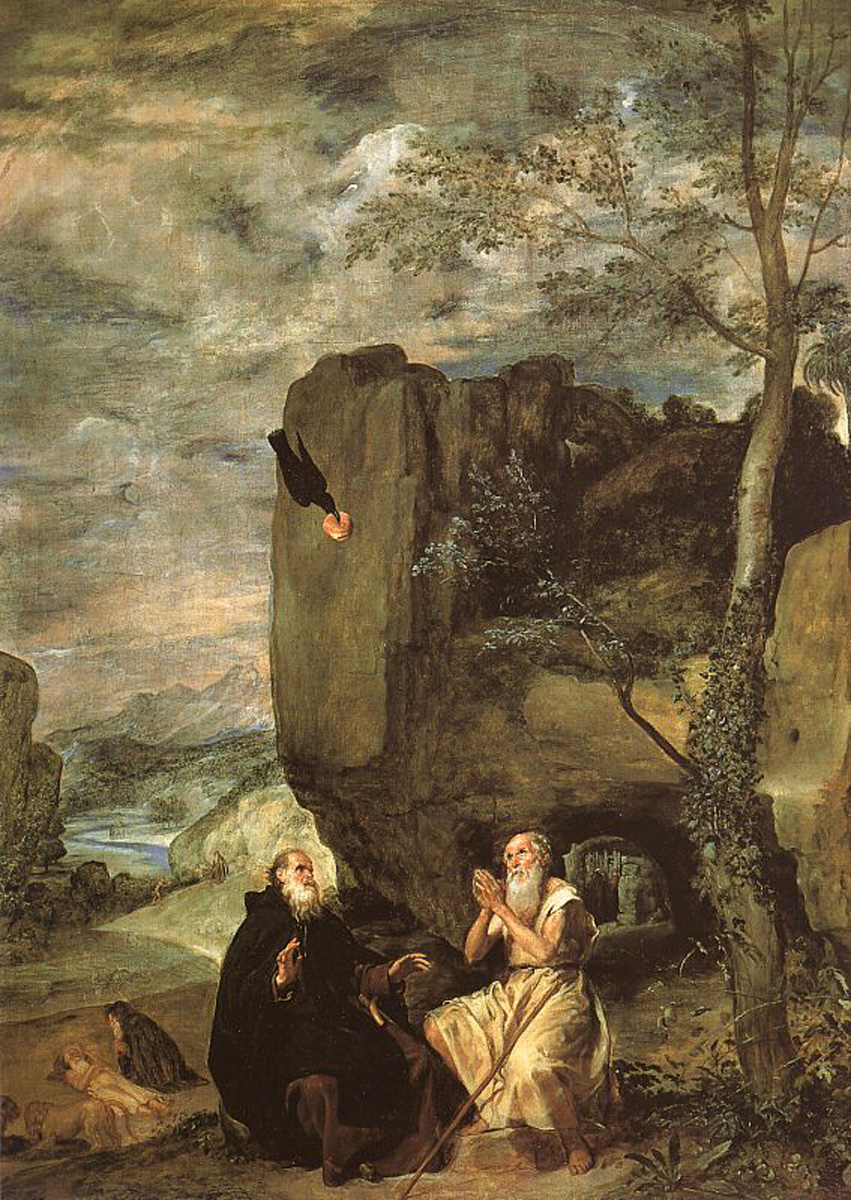
Diego Velázquez: Remete Szent Antal és Remete Szent Pál

Remete (ógörögül: ἐρημίτης <sivataglakó>, latinul: eremita) magányosan, a világtól elvonultan élő személy.
A világtól elvonult ember, aki vezeklés vagy vallásos elmélkedés céljából pusztai (sivatagi) vagy erdei, hegyvidéki (barlang, sziklatető) magányban él. Csendes magányában nemcsak lelkileg, hanem testileg is igyekszik Isten jelenlétébe helyezni magát (teljes önátadás). Később közösségekbe tömörültek, így jöttek létre a szerzetesrendek.
Átvitt értelemben mondjuk remetének az elvonultan élő, magányt kedvelő embert is. Rousseau-t az ermenonville-i remeteként, az idős Kossuthot turini remeteként emlegették.

## Története a kereszténységben

### Kezdetek
Az első keresztény remeték, az anakhóréták a 3-4. században az egyiptomi sivatagban éltek lazább közösségben (Remete Szent Antal, Remete Szent Pál). Az aszkézis különféle nemeit gyakorolták.

### Nyugaton
Nyugaton a 4. században vált ismertté Remete Szent Antal élete. Ebben az időben már számos remete élt Itáliában, Galliában és a környező szigeteken. Benedek, Jeromos maga is élt remeteként.
A középkor folyamán is számosan alapítottak remete közösségeket. A 13. század közepén IV. Sándor pápa utasítására gyűjtötték egybe az itáliai remetéket, akik megalapították Ágoston remetéinek rendjét (Ordo eremitarum S. Augustin), amely Ágoston-rendként vált ismertté.

#### Magyarországon
Magyarországon a pálosok is remetékből szerveződtek renddé. A 13. század elején nagy számú remete élt a Mecsek és a Pilis erdőségeiben. A mecseki remetéket a pécsi püspök összegyűjtötte és 1225 körül a Patacs-hegyen kolostort építettek számukra.

### Keleten
Keleten azt az aszkétát vagy monachoszt jelentette, aki valahol magányban élt, a hagyományos keresztény normáknak megfelelően.
Jeromos a 4. században a szír-sivatagban élt remeteként, számos hasonló gondolkodású társával együtt. 
A reclusus a 4. században terjedt el Keleten. Ők befalazott kis házban vagy cellában éltek, amit soha nem hagytak el.
Az "oszlopos szentek" (sztiliták) az aszkézist szintén rendkívüli módon gyakorolták.
Oszlopos Szent Simeon harminc évig élt egy oszlop tetején. 
Szt. Vazul a remete életformát kifejezetten ellenezte, mivel nekik nincs alkalmuk Jézus egyik legnagyobb parancsa, az embertársi szeretet gyakorlására.
A 692-es trullói zsinat előírása szerint a magányra hivatottnak elvonulása előtt legalább három évet monostori közösségben kellett élnie.

## Keresztény remete regulák korszakai
A nyugati kereszténységben a regulákban négy nagy korszak különböztethető meg:
- A Regula Grimlaici – a kezdetektől a 10. századig.
- A 10. századtól a reneszánsz korig a félremete rendek a Benedek-, Ágoston- és Ferences regulát fogadták el ás alkalmazták az életükre.
- A reneszánsztól a francia forradalom koráig az új remete rendek függetlenednek az ősi rendek szellemétől.
- A francia forradalom és felvilágosodás korától napjainkig a remetecsoportok saját konstitúcióik szerint élnek.

## Keresztény nevezetes személyek

#### Ókor
- Thébai (Remete Szt.) Pál, 4. század, Egyiptom. Szent Jeromos az első remetének tekintette. [3]
- Nütriai Abba Or, 4. század, Egyiptom.
- Remete Szent Antal, 4. század, Egyiptom, sivatagi atya, akit a keresztény szerzetesség megalapítójaként tartanak számon
- Egyiptomi Makariosz, 4. század, a Nagy Szent Makáriusz kolostor alapítója
- Szent Jeromos, 4. század
- Alexandriai Szünklétika, 4. század, Egyiptom, a korai sivatagi anyák egyike
- Világosító Gergely 4. században vitte el a keresztény hitet Örményországba
- Egyiptomi Mária, 4-5. század, Egyiptom és Transzjordánia,
- Idősebb Oszlopos Szent Simeon, 4-5. század, Szíria, oszlopos szent
- Sivatagi Sára, 5. század, Egyiptom, a sivatagi anyák egyike

#### Középkor
- Nursiai Szent Benedek, 6. század, Itália,
- Kevin of Glendalough, 6. század, Írország
- Szent Gál, 7. század, Svájc, a Sankt Gallen város névadója
- Herbert of Derwentwater, 7. század, Anglia.
- Szent Romuald, 10-11. század, Itália, a kamalduli rend alapítója
- Guðríðr Þorbjarnardóttir, 10-11. század, Izland
- Karthauzi Szent Brúnó, 11. század, Franciaország, a karthauzi rend alapítója
- Remete Péter, 11. század, Franciaország, a népi keresztes hadjárat vezetője
- Boldog Özséb, 13. század, Magyarország, a pálos rend alapítója
- Bl. Gonçalo de Amarante, 13. század, Portugália, dominikos szerzetes
- Richard Rolle de Hampole, 13. század, Anglia, vallásos író
- Radonyezsi Sergius, 14. század
- Flüei Szent Miklós, 15. század, Svájc védőszentje
- Norwichi Julianus, 15. század, Anglia
- St. Juan Diego, 1474–1548, Mexikó, a Guadalupe-i Szűzanya jelenésének látnoka

#### Újkor, modern kor
- Alaszkai Herman, 18. század
- Szarovi Szerafim, 18-19. század
- Thomas Merton, 20. századi trappista szerzetes, spirituális író

## Más világvallások
A keleti vallásokban (főleg a buddhizmusban és a hinduizmusban) is találunk remete életformát.
- sramana (buddhizmus)
- szádhu, szannjászi, jógi (hinduizmus)